# Lacuna de empatia
Uma lacuna de empatia quente-fria é um viés cognitivo em que as pessoas subestimam as influências de impulsos viscerais em suas próprias atitudes, preferências e comportamentos.
O aspecto mais importante dessa ideia é que a compreensão humana é "dependente do estado". Por exemplo, quando se está com raiva, é difícil entender como é estar calmo e vice-versa; quando se está cegamente apaixonado por alguém, é difícil entender como seria não estar (ou imaginar a possibilidade de não estar cegamente apaixonado no futuro). Sobretudo, uma incapacidade de minimizar a lacuna de empatia pode levar a resultados negativos em ambientes médicos (por exemplo, quando um médico precisa de diagnosticar com precisão a dor física de um paciente), e em ambientes de trabalho (por exemplo, quando um empregador precisa avaliar a necessidade de licença de luto de um empregado).
Lacunas de empatia a quente-frio podem ser analisadas de acordo com sua direção:
1. Quente-a-frio: Pessoas sob a influência de fatores viscerais (estado quente) não entendem totalmente o quanto seu comportamento e preferências estão sendo impulsionados por seu estado atual; em vez disso, elas pensam que esses objetivos de curto prazo refletem suas preferências gerais e de longo prazo.
2. Frio-a-quente: Pessoas em estado frio têm dificuldade em se imaginar em estados quentes, assim minimizando a força motivacional dos impulsos viscerais. Isso leva a despreparo quando inevitavelmente surgem forças viscerais.

Elas também podem ser classificadas quanto à sua relação com o tempo (passado ou futuro) e se ocorrem intra ou inter-pessoalmente
1. prospectivo intrapessoal: a incapacidade de prever efetivamente o próprio comportamento futuro quando em um estado diferente. Veja também viés de projeção.[4]
2. retrospectiva intrapessoal: quando as pessoas se lembram ou tentam entender comportamentos que aconteceram em um estado diferente. Veja as lacunas retrospectivas de empatia quente/frio.
3. interpessoal: a tentativa de avaliar comportamentos ou preferências de outra pessoa que esteja em um estado diferente do seu.

O termo "hot-cold empathy gap" foi cunhado pelo economista da Universidade Carnegie Mellon, George Loewenstein. As diferenças de empatia quente-frias são uma das principais contribuições de Loewenstein para a economia comportamental.

## Fatores viscerais
Fatores viscerais são uma série de influências que incluem fome, sede, excitação sexual, desejo por drogas para as drogas em que alguém é viciado, dor física e emoções fortes. Esses impulsos têm um efeito desproporcional na tomada de decisões e no comportamento: a mente, quando afetada (isto é, em estado quente), tende a ignorar todos os outros objetivos em um esforço para aplacar essas influências. Esses estados podem levar a pessoa a se sentir "fora de controle" e a agir impulsivamente.

## Memória
A lacuna de empatia quente também depende da memória de experiência visceral da pessoa. Como tal, é muito comum subestimar o estado visceral devido à memória restritiva. Em geral, as pessoas são mais propensas a subestimar o efeito da dor em um estado frio quando comparadas àquelas em estado quente.

### O experimento
Nordgren, van der Pligt e van Harreveld (2006) avaliaram o impacto da dor no desempenho dos sujeitos em um teste de memória. No processo de avaliação, os participantes foram questionados sobre como a dor e outros fatores afetavam seu desempenho.

### O resultado do experimento
Os resultados revelaram que os participantes no estado frio ou livre de dor subvalorizaram o impacto da dor em seu desempenho. Por outro lado, os participantes submetidos a dor mediram com precisão o efeito da dor no desempenho.

## Áreas de estudo

### Desejo sexual
Implicações da lacuna de empatia foram exploradas no campo da tomada de decisão sexual, em que homens jovens em um "estado frio" não conseguiram prever que, em um "estado quente" excitado, teriam maior probabilidade de tomar decisões sexuais arriscadas (por exemplo, não usar camisinha)

### Bullying
A lacuna da empatia também tem sido uma ideia importante na pesquisa sobre as causas do bullying.:IV: Em um estudo examinando uma teoria central de que "apenas identificando com o sofrimento social da vítima pode-se entender seus efeitos devastadores" pesquisadores criaram cinco experimentos. Os quatro primeiros examinaram o grau em que os participantes de um jogo que não foram excluídos puderam estimar a dor social dos participantes que foram excluídos. Os resultados foram de que aqueles que não eram socialmente excluídos consistentemente subestimaram a dor sentida por aqueles que foram excluídos. Uma pesquisa incluída no estudo direcionado às opiniões dos professores sobre a política escolar em relação ao bullying descobriu que aqueles com uma experiência de dor social causada pelo bullying frequentemente classificaram a dor experimentada por aqueles que enfrentam bullying ou exclusão social como maior do que professores que não tiveram tal experiência e, ainda, que os professores que experimentaram dor social eram mais propensos a punir os estudantes por bullying.

### Vício
George F. Loewenstein explorou fatores viscerais relacionados a vícios como o fumo. Os fatores têm a ver com estados de pulsão essenciais para a vida – por exemplo, sonolência e fome. De alguma forma, o vício é classificado incorretamente como um estado vital essencial devido a um distúrbio de comportamento. A partir dos resultados surgiram novas descobertas sobre a lacuna de empatia quente e fria e seu importante papel nas dependências de drogas, como o tabagismo.

#### Em fumantes
Um estudo feito no ano de 2008 explorou a lacuna de empatia entre os fumantes.

##### O experimento
98 fumantes, de 18 a 40 anos que fumavam pelo menos 10 cigarros por dia nos últimos 12 dias e não estão interessados em parar de fumar, foram selecionados por meio de anúncios em papel. Para os experimentos, pediu-se aos fumantes que deixassem de fumar por dois dias. Os participantes começaram a partir da sessão um e depois passaram para a segunda sessão.
1. Sessão um: Nesta sessão, os fumantes foram convidados a se imaginarem com dor. Isso foi para encorajar os participantes a se estimularem com pensamentos irrelevantes para o tabagismo. Isso levou os pesquisadores a ver se os participantes estavam no estágio quente ou frio da lacuna de empatia. Depois que os pesquisadores descobriram o estágio dos participantes, os pesquisadores fizeram outro experimento. Os participantes no estado frio foram categorizados na sugestão controlado e foram solicitados a remover uma cobertura plástica de uma bandeja após 20 segundos da exposição da cobertura plástica.  Por baixo havia um rolo de fita. Os participantes foram solicitados a olhar para o rolo de fita e, em seguida, foram pesquisados.  Os participantes no estado quente foram categorizados na sugestão de fumar. Eles foram solicitados a fazer um ritual semelhante de remoção da cobertura de plástico, mas a única diferença era que sob a tampa de plástico havia um maço de cigarros, um isqueiro e um cinzeiro. Os participantes foram solicitados a pegar um cigarro, acendê-lo com o isqueiro e olhar para ele sem fumar e foram pesquisados mais tarde. Então eles (ambos os participantes controlados e fumantes) são solicitados a quantidade mínima de dinheiro necessária para atrasar o tabagismo. Solicita-se aos participantes em etapas, quentes e frios, que declarem o valor mínimo de preço que precisam para retardar o tabagismo "agora mesmo".[13]
2. Segunda sessão: Então os participantes estavam passando por uma sessão similar à sessão um. A única diferença era que, para os participantes da sugestão de fumar, era solicitado que expressassem seu preço mínimo para retardar o fumo antes e depois de retirar a tampa de plástico da bandeja. Os participantes também foram informados de que haveria uma chance de 50% de que a compensação que os participantes expressassem fosse levada em consideração para sua compensação real dada no final do estudo. No final, todos os participantes foram recompensados com cinco dólares pela sua participação.[13]

"A vontade de aceitar o desejo" (WTAC) é uma medida baseada no dinheiro que os participantes receberam para pesquisas anteriores sobre o tabagismo. Os resultados indicam que a demanda de compensação aumentou da primeira sessão para a segunda sessão para aqueles em sugestão controlada e diminuiu para aqueles na sugestão quente.
Os participantes da sugestão fria subestimaram sua compensação monetária para retardar o tabagismo, enquanto os participantes da sugestão quente superestimaram sua compensação monetária. Isso mostra a lacuna de ambos os grupos em diferentes estágios de empatia. Também pode levar a uma previsão de que eles serão mal informados sobre situações de alto risco. Por exemplo, muitos fumantes em festas provavelmente subestimam seu consumo de tabaco, no entanto, o consumo pode ser maior do que o previsto para o fumante. Aqueles que gostariam de parar de fumar podem achar que desistir é fácil, no entanto, durante o tempo de deixar de fumar, eles podem achar incrivelmente difícil controlar o desejo de fumar. Situações de alto desejo levarão a uma maior probabilidade de uma pessoa fumar, ao passo que aqueles que não estão no estado de desejo de fumar não terão ideia de como é ter um desejo intenso de fumar.